# Menophra absurda
Menophra absurda là một loài bướm đêm trong họ Geometridae.